# جغرافيا زمانية
تعود جذور الجغرافيا الزمانية أو جغرافية الزمان-المكان إلى الجغرافي السويدي تورستن هاجرشتراند الذي شدد على العامل الزمني في الأنشطة البشرية المكانية. ويبين مسار الزمان-المكان, الذي وضعه هاجرشتراند, حركة الفرد في البيئة المكانية والزمانية مع القيود المفروضة على الفرد من قبل هذين العاملين. وقد حدد هاجرشتراند ثلاث فئات من القيود.:
الجغرافيا الزمانية هو ذلك الفرع من العلوم الإنسانية الذي يتناول دراسة العوامل الزمنية على الأنشطة البشرية المكانية بقيود من قبيل السلطة والقدرة والاقتران.
1. السلطة - حدود إمكانية الوصول إلى بعض الأماكن أو المجالات المفروضة على الأفراد أو من قبل أصحابها أو السلطات

1. الاستطاعة - القيود على حركة الأفراد استنادًا إلى طبيعتها. على سبيل المثال تقيد العوامل البيولوجية الحركة مثل الحاجة إلى الطعام والشراب والنوم

1. الاقتران - تضبط الفرد وتجعله مرتكزًا في مكان محدد أثناء التفاعل مع الأفراد الآخرين لإكمال مهمة ما

انتقدت الأساليب المرتبطة بالجغرافيا الزمانية من قبل عدد من جغرافيي ما بعد الحداثة والجغرافيين من النساء.